# إسبلكنون مقطوع
سبلكنون مقطوع (الاسم العلمي:Splachnum resectum) هو نوع من النباتات يتبع جنس السبلكنون من الفصيلة السبلكنونية.